# Anna Ščerbakovová
Anna Stanislavovna Ščerbakovová (rusky: Анна Станиславовна Щербакова; * 28. března 2004, Moskva) je ruská krasobruslařka. Na olympijských hrách v Pekingu roku 2022 vyhrála závod jednotlivkyň. Rok předtím získala ve Stockholmu titul mistryně světa. Má též stříbro a zlato z evropských šampionátů (2020, 2022).